# Marie Henrieta Chotková
Marie Henrieta hraběnka Chotková, celým jménem Henrieta Hermína Rudolfína Ferdinanda Maria Antonia Anna Chotková z Chotkova a Vojnína (24. listopadu 1863 Dolná Krupá – 13. února 1946 tamtéž) byla uherská šlechtična a pěstitelka růží. U rodného zámku v Dolné Krupé založila rozárium. Šlo o jedno ze tří největších v Evropě. Na vrcholu své slávy obsahovalo více než 6000 kultivarů růží, z nichž některé vyšlechtila právě hraběnka Chotková, známá také jako růžová grófka.
Byla zanícenou křesťankou, kterou zůstala až do smrti. Podporovala náboženské, kulturní a charitativní aktivity v Dolní Krupé, čímž si vysloužila všeobecnou oblíbenost. V roce 1898 vykonala pouť do Svaté země a byla také čestnou dámou Ústavu šlechtičen v Brně. Její úsilí ocenil i papež Pius X., u něhož byla i na osobní audienci a obdržela vyznamenání Pro Ecclesia et Pontifice (1912). Už za jejího života i po smrti bylo na její počest pojmenováno několik kultivarů růží.

## Život

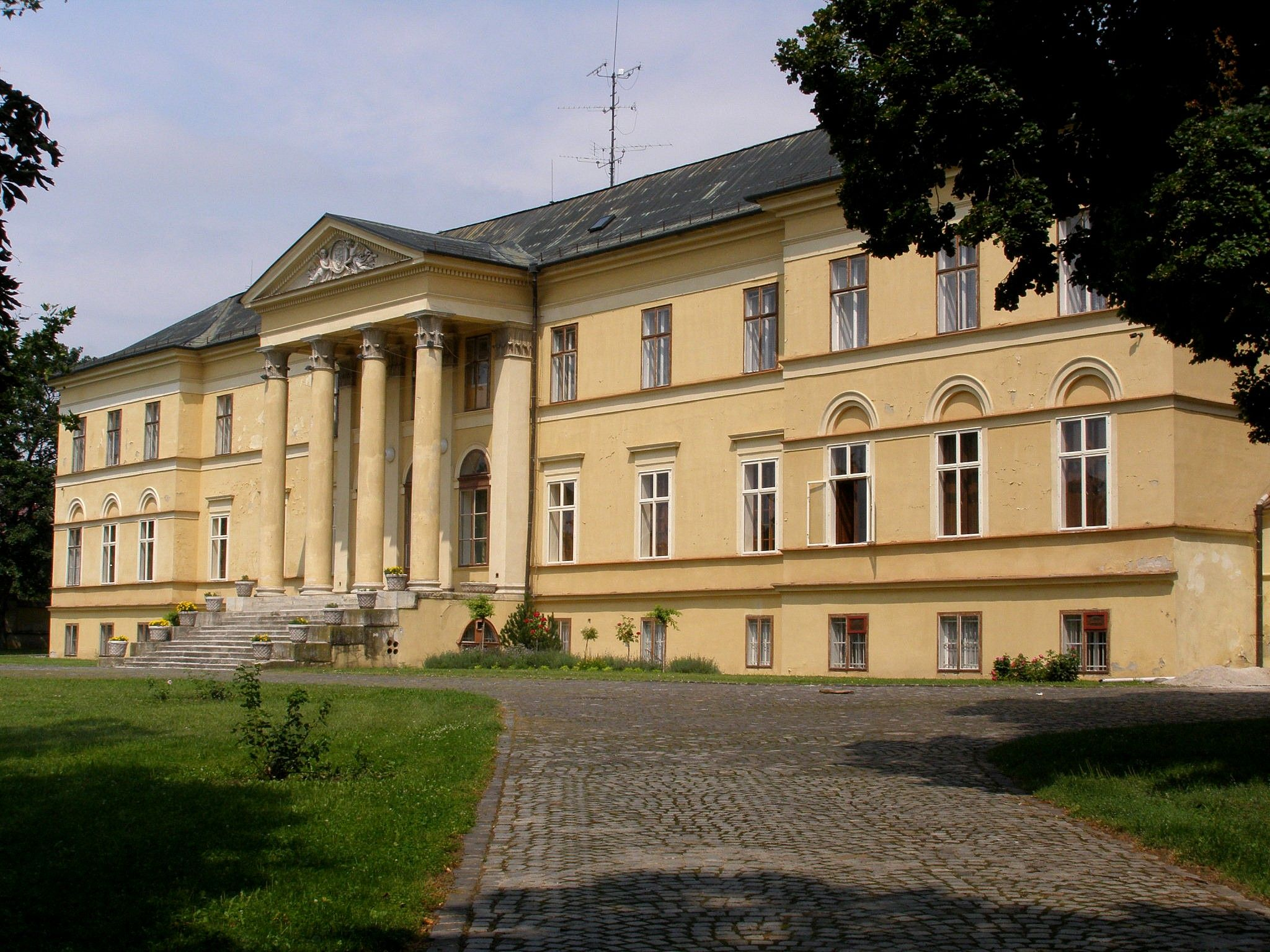
Zámek Dolná Krupá, majetek Marie Henriety Chotkové 1921–1946

Hraběnka Marie Henrieta Chotková se narodila v úterý 24. listopadu 1863 v Dolní Krupé do uherské linie české šlechtické rodiny Chotků. Byla nejstarší ze čtyř dětí Rudolfa Chotka (1822–1903) a jeho manželky Marie Antonie, rozené Khevenhüller-Metsch (1838–1892). Měla tři sourozence, Annu (1865–1882, zemřela na tuberkulózu), Gabrielu (1868–1933) a Rudolfa (1870–1921). Její sestřenicí byla Žofie Chotková, manželka rakouského arcivévody Františka Ferdinanda d’Este. Dědečkem byl Heřman Chotek. Po otcově úmrtí (1903) zdědila finanční hotovost a v zámeckém parku v Dolní Krupé si nechala postavit jako své sídlo tzv. Schweizerhaus, místními zvaný jako Horný kaštiel.
Během první světové války se vzdala zahradnictví a pracovala jako sestra Červeného kříže. Starala se o raněné vojáky v nemocnici v Trnavě. Když se na konci války vrátila na své panství, její rozárium bylo úplně zpustlé. Po úmrtí staršího bratra Rudolfa se stala majitelkou velkostatku Dolná Krupá, k němuž patřilo 1 724 hektarů půdy zatímco mladší sestra Gabriela, provdaná Schönbornová, zdědila Futak v Chorvatsku.
Po první světové válce se snažila využít pěstování růží jako podnikatelskou činnost, ale pro nedostatek zkušeností, vyčerpanost a kvůli tehdejšmí socio-ekonomické poměrům rozárium začalo upadat. Francouzští, angličtí či němečtí růžaři ji považovali za největší evropskou autoritu v tomto oboru. Marie Henrieta si často korespondovala se svými zahraničními kolegy. Věnovala se také publikování odborných článků o růžích v zahraničních novinách. Její rodnou řečí byla němčina, ovládala ale i francouzštinu, angličtinu a latinu, se svými zaměstnanci mluvila slovensky. Rodinám zaměstnanců poskytovala často naturálie z produkce velkostatku, finančně přispívala na lékařskou péči a vzdělání dětí. Charitativní působení bylo udržováno v místní paměti ještě dlouho po její smrti. I když byla oblíbená, měla svéráznou povahu a navzdory zákazu užívání šlechtických titulů v Československu trvala až do smrti na oslovení osvícená paní hraběnka. 
Po rozdělení Československa a začátku 2. světové války už růže většinu obyvatelstva nezajímaly. Kvůli válce bylo pracovních sil pro růžovou zahradu málo a rozárium každým rokem padalo do horšího stavu. Ke konci války byl zámek dvakrát vyrabován ustupujícími Němci a postupující Rudou armádou. Vzácná a bohatá knihovna byla spálena v zámeckém parku, vojáci vykradli i pokoj, v němž byla sama hraběnka přítomna. Rozárium po roce 1945 nakonec úplně zaniklo, v roce 1947 vyhořel Horný kaštiel (Schweizerhaus). Hraběnka Chotková, stará, nemocná a zcela zubožená, se musela spoléhat na dobročinnost vesničanů, aby přežila. Konec života strávila v klášteře Dcer Boží lásky v Dolné Krupé, kde zemřela o půl roku později. Byla posledním potomkem uherské větve Chotků a je pohřbena v rodinném mauzoleu v Dolné Krupé. Až po její smrti byl velkostatek se zámkem znárodněn.